# Laberinto: Resuelve el rompecabezas más desafiante del mundo
Laberinto: Resuelve el rompecabezas más desafiante del mundo (1985, Henry Holt and Company) es un libro de rompecabezas escrito e ilustrado por Christopher Manson. El libro se publicó originalmente como parte de un concurso para ganar 10.000 dólares.Cada página del libro representa una habitación o espacio en una casa hipotética, y cada habitación conduce a otras "habitaciones" en esta "casa". Parte del rompecabezas implica llegar al centro de la casa, la habitación número 45 (página 45 del libro), y regresar a la habitación número 1 en solo dieciséis pasos. Algunas habitaciones conducen a círculos tortuosos, mientras que otras no conducen a ninguna parte. Esto Laberinto|le da al rompecabezas la sensación de un laberinto.
El libro fue adaptado como el juego de computadora Riddle of the Maze en 1994 por Interplay . Esta versión incluye ilustraciones a todo color y voz en off para el narrador.
El concurso está desierto desde 1987, pero el libro todavía puede adquirirse.

## Rompecabezas
Manson describió el libro como "no realmente un libro", sino "un edificio en forma de libro... un laberinto", en el que "cada página numerada representa una habitación del laberinto". Hay 45 habitaciones en el laberinto, cada una representada por una página del libro. Las puertas de cada habitación conducen a otras habitaciones. Con esta estructura establecida, Manson desafía a los lectores a resolver tres tareas: viajar de la Habitación N,º 1 a la Habitación N.º 45 y regresar a la Habitación N.º 1 en sólo dieciséis pasos, interpretar el acertijo escondido en la Habitación N,º 45 basándose en pistas visuales y verbales, y encontrar la solución a este acertijo escondido a lo largo del camino más corto posible encontrado en la primera tarea.

## Concurso
En octubre de 1985 se lanzó un concurso para ganar 10.000 dólares junto con el libro. El concurso finalizó el 1 de septiembre de 1987, lo que supuso una extensión de la fecha límite original del concurso. A principios de enero de 1988, Ventura Associates, Inc. envió una carta a los ganadores del concurso indicando que doce participantes "estaban igualmente cerca de adivinar las soluciones correctas". El premio de 10.000 dólares se dividió entre estos doce, quienes descubrieron el camino correcto, pero no la solución al enigma.
Hasta el 1 de noviembre de 1987, Ventura Associates enviaba una o dos cartas con pistas sobre el enigma encontrado en la habitación número 45 a pedido.

## Reseñas
- Juegos #72[4]

## Legado
El libro tuvo una gran influencia en el videojuego Blue Prince de 2025; el propio Manson contribuyó con algunas partes menores al juego.